# Hellas Sat 2
Hellas Sat 2 (Intelsat K-TV , NSS K-TV , NSS 6, Sinosat 1В) — спутник связи, первый искусственный спутник Земли, принадлежащий Греции. Спутник запущен 13 мая 2003 года ракетой-носителем Атлас-5 с космодрома Мыс Канаверал.

## История
Изначально спутник заказывается организацией Intelsat. 30 ноября 1998 года спутник передан New Skies, но из-за задержек в производстве организация от спутника отказалась. В 2001 году он был перепродан китайской компании SINOSat. Однако, продажа была отменена из-за отсутствия экспортной лицензии от США для запуска в Китае. После этого спутник приобрела греческая телекомуникационная компания Hellas Sat Consortium Ltd. Для Греции это был первый национальный спутник. После запуска был размещён на геостационарной орбите с точкой стояния 39,0° восточной долготы. Вещание проходило над большей частью Европы, Северной Африки и Ближнего востока.
В 2004 году с помощью него предоставлялись услуги телевизионного вещания для летних Олимпийских игр в Афинах.
29 июня 2017 года был запущен спутник Hellas Sat 3.

## Конструкция
Спутник изготовлен на основе платформы Eurostar-2000+. Аппарат имеет полезную нагрузку 3250 кг и обладает полезной сухой массой 1462 кг. Развёртываемые солнечные батареи длинной 32,3 метра обеспечивают аппарат постоянным напряжением мощностью 7600 Вт.
Спутник нёс 30 основных передатчиков Ku-диапазона мощностью 101 Вт. 2 из них расположены на подвижно конструкции и могут менять направленность.